# Santa Croche
Santa Croche es un despoblado de la provincia de Teruel, perteneciente al municipio de Albarracín.

## Toponimia
El topónimo Santa Croche proviene de un linaje de repobladores cristianos navarros traídos por Pedro Ruiz de Azagra hacia el año 1171.
Su nombre parece venir del latino CRUCE(M) con la una palatalización de la CE latina típica de la fonética mozárabe. Agustín Ubieto Arteta documenta la variante latinizada del nombre Santam Croch.

## Geografía
Está situada entre Albarracín y Gea de Albarracín, en el término municipal del primero.

## Historia
El señor de Albarracín Fernando Ruiz de Azagra la dio la Lupo de Barea en 1189:

Placuit mihi, libenti animo et spontanea voluntate, et etiam propter plurima servicia que mihi fecistis et que feceratis et que cotidie facitis, quod diligenter vobis et firmiter concede Sancta Croch que fuit Garcie Mancebo, et Villam Albam.

Cuando murió Lupo de Barea en agosto de 1242 se redactó uno acuerdo entre la mujer, la hija y el joven en el que ceden Santa Croche al maestre de la Orden de Santiago junto con La Bega, Montagudiello, Villalba y posesiones en la villa de Albarracín.
El 11 de enero de 1261 Pelayo Pérez Correa, maestre de la Orden de Santiago, permutó con Anaya López, vasallo del infante de Aragón, las heredades que habían sido de Lupo de Barea y Doña Sancha Pérez de Azagra en Albarracín y Tormón por otras de más fértiles cerca de Sevilla. Desde ese instante la heredad de Santa Croche quedó ligada a los Heredia. Los Heredia poseían el pueblo de Gaibiel desde los siglo XIV y hay muchos documentos medievales que hacen referencia a la Baronía de Santa Croche y Gaibiel que pasó de los Heredia a los Garcés de Marcilla y, de estos, a los Condes de Priego.

## Monumentos
En Santa Croche se encuentra el castillo de Santa Croche, a la altura del kilómetro 24 de la carretera A-1512. Este castillo lo hicieron los Heredia de Albarracín para controlar el acueducto romano de Albarracín en un contexto de peleas entre propietarios locales en la Sierra de Albarracín en el siglo XIV, que explica la fortifición muchos pueblos y masías.